# ラバライト

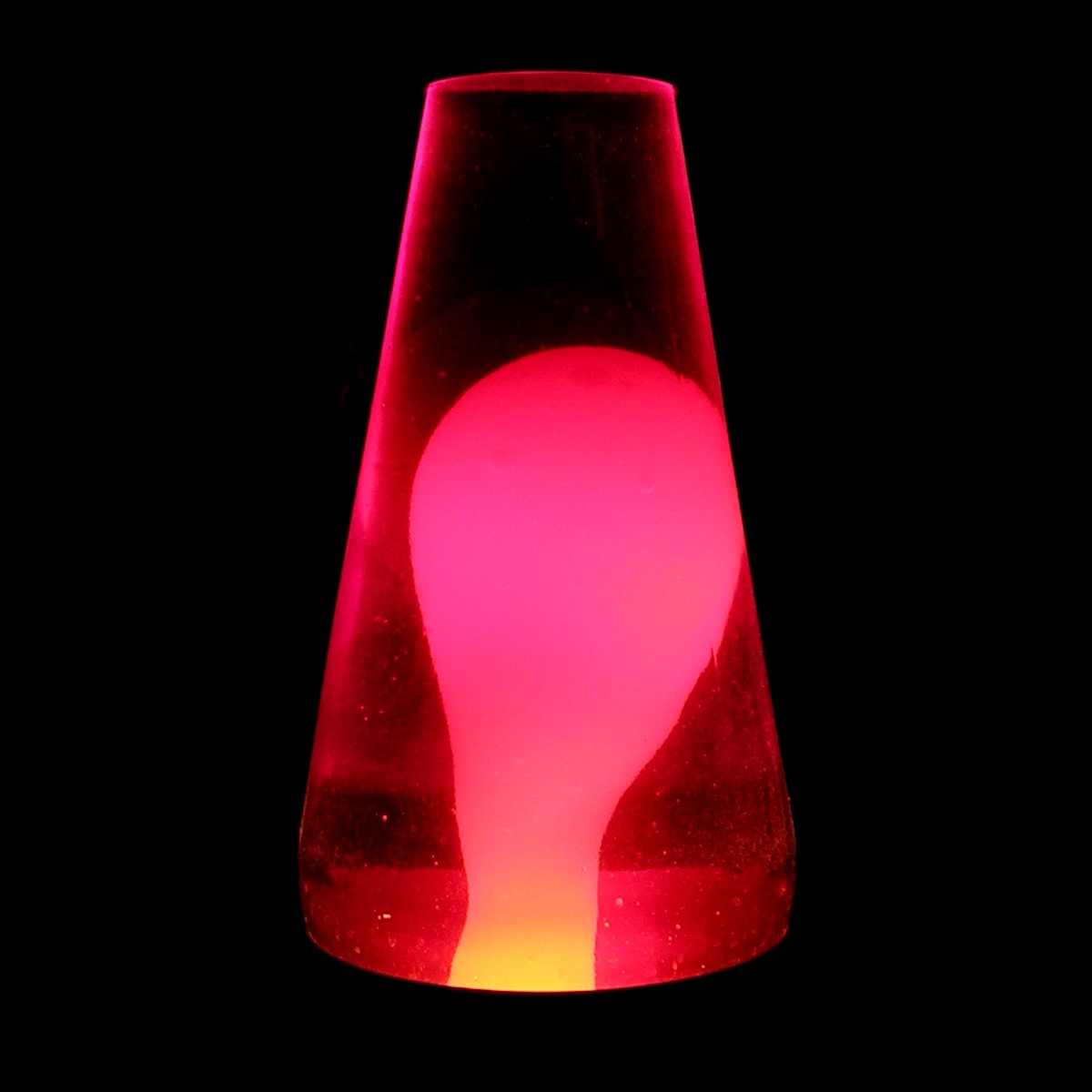
暗闇に光るラバライト

ラバライト（英: Lava lamp）は、現代のインテリアとしての色あいが強い照明器具。カラフルに色付けがされており、さまざまな形のものが存在する。
透明な管の中に着色された水が入っており、それと一緒に様々な浮遊物が入っている。これらの内容物は、電燈の発する熱で対流を起こして様々な動きを見せ、その視覚的効果を鑑賞する。Lavaは溶岩を意味する英語で、流体がうねる様を暗喩している。ラーヴァランプ、ラーヴァライトとも。

## 歴史
イギリス人のエドワード・クレイヴン・ウォーカーが1960年代に発明したのが初めで、「アストロライト」「アストロランプ」などと名づけられた。1965年にハンブルクで開催されたトレードショーに出展され、プロモーターのアドルフ・ワートハイマーが目をつけ、ワートハイマーとその事業仲間のハイ・スペクターがアメリカでの製造権を買い取った。ハガーティー・エンタープライゼス社が製造し、ラヴァ・ワールド・インターナショナル社から「ラヴァ・ライト (Lava Lite)」という商品名で発売された。ラバライトは激動の時代であった1960年代の象徴となり、色とりどりに輝くその姿は非常に一般的になっていたリクリエーショナル・ドラッグ（娯楽のための麻薬）による幻覚症状に喩えられた。1990年代に発明者のウォーカーはラバライトを製造しているマスモス社のクレシーダ・グレンジャーにラバライトにまつわる権利を売却した。